# 愛的富作用
《愛的富作用》（葡萄牙語：Ricos de Amor）是一部2020年Netflix原創巴西浪漫喜劇電影，由布魯諾·加洛提（Bruno Garotti）和安妮塔·巴博薩（Anita Barbosa）執導，布魯諾·加洛提和西爾維奧·貢薩爾維斯（Sylvio Gonçalves）擔任編劇，以及達尼洛·梅斯奇塔、喬凡娜·蘭斯洛奇和費南妲·派斯·雷蒙領銜主演。 本片於2020年4月30日在串流平台Netflix上映。

## 劇情大綱
在帕蒂杜阿爾費里斯這個小鎮上，有一位人稱「番茄王子」的花花公子提多，是坐擁一家番茄工廠的知名商人特多洛的兒子，他過著奢靡的生活，成天圍繞在金錢、豪宅、農場和女人。就在他即將過生日時，他的父親要他學習如何獨立養活自己，不能再坐享其成由父親打拼的一切美好生活，於是父親安排提多到自家公司上班，讓他從基層做起，體驗工作的辛勞。
在農場附近舉辦的番茄慶典，同時也是提多的生日派對上，提多遇見了來自里約熱內盧的寶拉醫生，他的生活從此產生了天翻地覆的變化。提多為了進一步認識這位善良又真誠的女孩，他報名了自家公司的新人選拔計畫，並來到里約熱內盧尋找他的真命天女。
為了贏得女孩的芳心，也想向父親證明自己的能耐，提多和他最好的朋友伊格在公司裡互換對方的身份，以及對寶拉隱藏了他的家世並假裝自己出身卑微。最後，在這場浪漫又混亂的求愛大冒險中，每個人都找到了自己的歸屬。

## 演員及角色
- 達尼洛·梅斯奇塔（英语：Danilo Mesquita） 飾演 提多（全名Teodoro Trancoso Neto，簡稱Teto），鼎鼎大名的花花公子，為了追求寶拉而改變自己，最後成立了自己的事業。
- 喬凡娜·蘭斯洛奇（英语：Giovanna Lancellotti） 飾演 寶拉（Paula），住在里約熱內盧的實習醫生。
- 賈法·班比爾拉（Jaffar Bambirra）飾演 伊格（Igor），提多的朋友，誤打誤撞跟亞蘭娜在一起。
- 萊勒（Lellê）飾演 蒙妮克（Monique），特蘭科索公司的經理，負責帶領提多熟悉工廠的一切。
- 費南妲·派斯·雷蒙（英语：Fernanda Paes Leme） 飾演 亞蘭娜（Alana），公司培訓計畫的培訓專員，最後跟伊格結為夫婦。
- 艾納尼・摩賴斯（英语：Ernani Moraes） 飾演 特多洛·特蘭科索（Teodoro Trancoso），提多的父親。
- 布魯娜·格利普豪（英语：Bruna Griphao） 飾演 蕾伊莎（Raissa），寶拉的同事兼室友。
- 珍妮佛·迪亞斯（Jennifer Dias）飾演 卡提亞（Katia），寶拉的同事兼室友。
- 吉爾雷·庫迪尼奧（Gillray Coutinho）飾演 席利奧（Célio），里約總公司的行銷主任。
- 凱歐·帕杜安（英语：Caio Paduan） 飾演 維克醫生（Dr. Victor），寶拉的上司。
- DJ Alok 飾演 他自己。

## 外部連結
- 在Netflix上觀看《愛的富作用》
- 互联网电影数据库（IMDb）上《愛的富作用》的资料（英文）
- Metacritic上《愛的富作用》的資料（英文）